# 우사 신궁
우사 신궁(일본어: 宇佐神宮)은 오이타현 우사시에 있는 신사이다. 일본 전역에 있는 44,000여 곳의 하치만구 신사의 총본부이다.

## 같이 보기
- 하치만 신